# Pauline Louise Lopez
Pauline Louise Lopez (17 de agosto de 1996) es una deportista filipina que compite en taekwondo. Ganó una medalla de bronce en los Juegos Asiáticos de 2018, y una medalla de oro en el Campeonato Asiático de Taekwondo de 2016.

## Palmarés internacional
| Juegos Asiáticos    | Juegos Asiáticos    | Juegos Asiáticos  | Juegos Asiáticos |
| Año                 | Lugar               | Medalla           | Categoría        |
| ------------------- | ------------------- | ----------------- | ---------------- |
| 2018                | Yakarta (Indonesia) | Medalla de bronce | –57 kg           |
| Campeonato Asiático |                     |                   |                  |
| Año                 | Lugar               | Medalla           | Categoría        |
| 2016                | Pásay (Filipinas)   | Medalla de oro    | –57 kg           |